# Ex Autorimessa Fiat-Fossati
Il palazzo dell'ex autorimessa Fiat-Fossati, come viene comunemente chiamato a Monza, si trova in Largo Mazzini all'angolo fra Via Manzoni e via Italia.

## Storia e descrizione

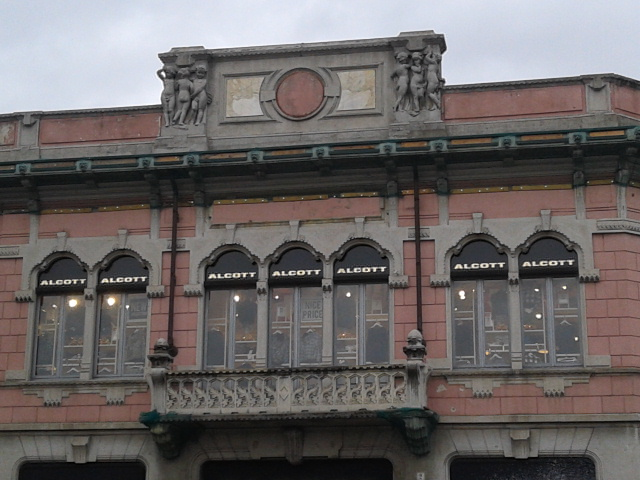
La facciata nel 2016

L'edificio fu costruito dall'architetto Romolo Canesi, uno dei più reputati di monza a quel momento. L'immobile aveva come scopo di ospitare un'esposizione di automobili, che all'epoca cominciavano a diffondersi.
Il palazzo fu edificato su una parte del giardino di Villa Scanzi, oggi scomparsa, ma che all'epoca occupava tutto quel lato di via Italia. L'edificio, in chiaro stile liberty, mostra un frontone riccamente decorato con al lato dei putti e nel mezzo un orologio, oggi scomparso. Originali le finestre del primo piano con arco Tudor ed il grande balcone centrale.
Il palazzo ha delle similitudini con il Palazzo delle Cariatidi (Monza) che si trova alla sua sinistra, poiché furono entrambi progettati dallo stesso architetto. I due edifici fanno parte dei Beni Culturali della Lombardia.